# Oronzo Quarta
Oronzo Quarta (Copertino, 5 maggio 1840 – Roma, 14 gennaio 1934) è stato un magistrato e politico italiano.
Fu Primo presidente della Corte suprema di cassazione e presidente del Consiglio Superiore della Magistratura.

## Biografia
Oronzo Quarta nacque, in una famiglia borghese, a Copertino in provincia di Lecce, nell'allora Regno delle due Sicilie, da Francesco ed Elisabetta Barletti.
Conseguì la laurea in Giurisprudenza presso l'Università di Napoli, successivamente divenne magistrato e continuò la carriera giudiziaria a Roma, dove raggiunse i vertici della magistratura italiana.
Nel 1897 divenne avvocato generale presso la Corte di cassazione di Roma (all'epoca vi erano altre quattro corti di Cassazione: a Torino, Firenze, Napoli e Palermo). Presso la stessa Suprema Corte divenne Procuratore Generale nel 1904, e Primo Presidente nel 1911. Fu, inoltre, presidente del Consiglio Superiore della Magistratura del Regno d'Italia.
Il 4 marzo 1904 fu nominato da re Vittorio Emanuele III senatore del Regno e il 6 maggio 1915 ottenne, dallo stesso sovrano, il titolo di conte.

### Vita privata
Coniugato con Giulia Grande, ebbe otto figli: Francesco (anch'egli senatore del Regno), Elisabetta, Cesira Rosamunda, Vincenzo, Robinia, Gabriella, Ugo e Quarta.